# Syntormon singaporensis
Syntormon singaporensis är en tvåvingeart som beskrevs av Grootaert, Yang och Wang 2005. Syntormon singaporensis ingår i släktet Syntormon och familjen styltflugor.
Artens utbredningsområde är Singapore. Inga underarter finns listade i Catalogue of Life.